# Bathycallionymus
Bathycallionymus es un género de peces de la familia Callionymidae, del orden Perciformes. Esta especie marina fue descrita científicamente en 1982 por Tetsuji Nakabo.

## Especies
Especies reconocidas del género:
- Bathycallionymus kaianus (Günther, 1880)
- Bathycallionymus sokonumeri (Kamohara, 1936)

### Lectura recomendada
- Publications Seto mar. Biol. Lab. 27 (1-3): 86.